# Rötgölen
Rötgölen är en sjö i Jönköpings kommun i Småland och ingår i Motala ströms huvudavrinningsområde. Sjöns area är 0,009 kvadratkilometer och den befinner sig 210 meter över havet.